# Germain Muller
Pour les articles homonymes, voir Muller.
Germain Muller, né le 11 juillet 1923 et mort le 10 octobre 1994 à Strasbourg (Bas-Rhin), est un auteur dramatique, acteur, homme politique, poète, chansonnier, humoriste et cofondateur du cabaret strasbourgeois « De Barabli ». Personnalité aux multiples facettes, il a contribué à façonner l’imaginaire de la région et figure aujourd'hui en bonne place au « Panthéon alsacien ».

## Biographie

### Enfance et formation
Germain Jean-Pierre Muller est le fils de Louis Muller, inspecteur des Beaux-Arts, et d'Augustine Wilhelm. Le chanoine Eugène Muller est son oncle. Sa sœur cadette Simone, future comédienne, naît en 1927. Avec sa famille, le jeune Germain passe toute son enfance dans le quartier du Contades, à proximité du parc du même nom. Il y fréquente l’école maternelle. Dans un poème mélancolique porté à la scène en 1946, Wo sinn mini Kumbel vum Contad ? (« Où sont mes copains du Contades ? »), il rendra hommage à ses anciens compagnons de jeux, dont plusieurs sont tombés à la guerre. D'r Contades Mensch, le spectacle monté et interprété par Bernard Freyd en 2000 au Théâtre national de Strasbourg (TNS), fait écho à cet attachement à son quartier.
En octobre 1929, Germain entre en 10e à l'école Notre-Dame-des-Mineurs, mais redouble cette classe l’année suivante au lycée Kléber. L'année 1937 est pour lui riche en événements : il accompagne sa tante Marie à Paris et visite l'Exposition universelle ; il chante pour la première fois en public à l'occasion du baptême de sa cousine Christiane ; il fait sa communion solennelle en l’église Saint-Pierre-le-Jeune ; il entre au Conservatoire de Strasbourg dans la classe d’art dramatique de Daniel Michenot et y fait la connaissance de Raymond Vogel.
Sa famille paternelle étant originaire de Ranspach dans la vallée de Saint-Amarin, et celle de sa mère de Reichstett, il passe alternativement ses vacances dans l’une ou l’autre et s’imprègne très tôt des spécificités des Haut-Rhinois comme des Bas-Rhinois. C’est donc en connaissance de cause qu'il pourra par la suite mettre en scène les Alsaciens en général et faire rire à leurs dépens.
En 1938, il est renvoyé du lycée Kléber pour manque de travail et d'assiduité et entre au lycée Fustel-de-Coulanges, où il a comme camarade le mime Marceau.
Au moment de l’exode, Strasbourg est évacué le 2 septembre 1939 et la famille Muller part pour Périgueux le 25 septembre. Germain poursuit alors sa scolarité dans un lycée bordelais et ses cours d’art dramatique au Conservatoire de Bordeaux, dont il sort major. Après le retour de sa famille en Alsace, il entre en 1941 à la Theater Akademie de Karlsruhe. Il en sort diplômé l’année suivante et trouve un emploi de comédien et d'assistant metteur en scène à Würzburg.
Comme bon nombre d’Alsaciens de son âge à cette époque, il est incorporé de force dans la Wehrmacht à Ratisbonne (Bavière). En octobre 1943, il déserte et gagne la Suisse où il fait la connaissance du cabarettiste alémanique Alfred Rasser qui l’influence profondément. En représailles à sa désertion, la famille Muller est brièvement arrêtée à son domicile et lui-même est condamné à mort par contumace par le Tribunal militaire de Strasbourg en septembre 1944.
En novembre 1944, c’est avec la 1re armée sous les ordres du général de Lattre de Tassigny qu'il rentre à Strasbourg au même moment que ses amis André Bord et l’abbé Pierre Bockel.

### Place de la famille
La carrière de Germain Muller est indissociable de celle de sa femme, la comédienne Dinah Faust, qu’il épouse le 20 mars 1952. Le couple a deux fils, Patrice et Dominique, et une fille, Barbara.
Plusieurs autres membres de sa famille ont contribué au succès et à la longévité du Barabli. La mère de Germain Muller, Augustine, administre l’entreprise jusqu’à l’âge de 80 ans. Sa cousine Rose-Marie Wilhelm — connue sous le nom de « Poupette » — qui participe déjà à la gestion et à l’organisation des revues, lui succède. Sa sœur Simone, appelée à remplacer au pied levé une actrice souffrante lors de la répétition de la deuxième revue, Un wenn es katze räit, révèle son charme et son talent et participe dès lors à une douzaine de spectacles. Son beau-frère Richard Schall, un peintre formé à l'École des arts décoratifs, crée les décors jusqu’en 1960.

### Les années Barabli
En décembre 1944, Raymond Vogel, directeur artistique de Radio-Strasbourg, et Germain Muller, alors rédacteur de presse au ministère de la Guerre — qui se sont connus au Conservatoire — créent ensemble la Société artistique et littéraire La Fontaine qui invite des artistes renommés comme Édith Piaf, Les Compagnons de la chanson ou Charles Trenet, de même qu'Alfred Rasser et son cabaret Cactus. En mars 1945 ils assurent la réouverture du théâtre municipal avec Le Barbier de Séville et se produisent avec Dinah Faust et Mario Hirlé dans une revue intitulée V'là l' printemps, présentée au Théâtre de l’Union (devenu par la suite le cinéma Ritz). Raymond et Germain animent en outre chaque soir le Cercle américain et assurent la programmation du night-club Le Monseigneur dans la rue du Fossé-des-Tanneurs.

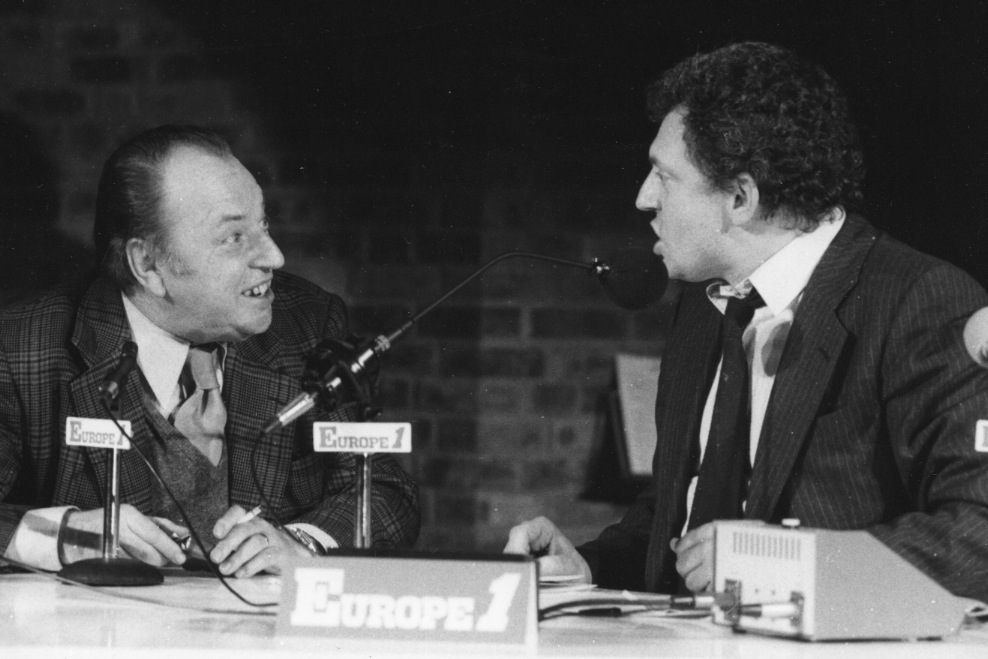
Germain Muller retrouve Jacques Martin à Strasbourg pour l’enregistrement en 1978 de La Belle Hélène sous la direction d’Alain Lombard dans laquelle il incarne le roi Ménélas, époux d’Hélène.

Le 14 décembre 1946, ils fondent un cabaret satirique bilingue alsacien, « De Barabli », dont le premier spectacle, Steckelburi schwingt, est présenté à l'Aubette. Germain Muller s'est expliqué sur l'origine du mot « Barabli » lors d'une émission télévisée de 1967. Pendant la Première Guerre mondiale, les prisonniers alsaciens ou allemands n’avaient pas le même statut. Pour les distinguer, le chanoine Émile Wetterlé, ardent patriote, avait mis au point un test à sa façon. Il brandissait un parapluie en demandant : « Wass esch dess ? » (« Qu’est-ce que c’est ? »), et les Alsaciens répondaient « s’isch a Barabli » comme on dit en alsacien, alors que les Allemands disaient « ein Regenschirm ». C'est ainsi que le Barabli est devenu l’emblème de l’authenticité alsacienne.
En 1949, il écrit sa pièce majeure, Enfin… redde m’r nimm devun ! (Enfin… n’en parlons plus !) qui retrace les événements traumatisants des cinq années de guerre de manière sensible et humoristique, si bien que beaucoup d’Alsaciens s'y sont alors reconnus.
Un passage d’une de ses chansons composée avec Mario Hirlé dit : « Mir sin schins d’letschte, ja d’Allerletschte von denne Laetze wo noch so babble wie de Schnawwel ’ne gewachsen ésch » (« Nous sommes — paraît-il — les derniers, les tout derniers de ces tordus qui parlent encore tel que le bec leur a poussé »).
Jacques Martin, qui commence sa carrière à la télévision sous le pseudonyme de Ducerf à Télé-Strasbourg où il anime l’émission Pas très show, fait partie de la troupe du Barabli de 1959 à 1962. Par amitié pour Germain Muller, il participe à ce qui devait être le dernier spectacle du Barabli, lors du réveillon du Nouvel An 1989. De fait, sous la pression du public, il y en aura encore un autre en 1992.

### Radio, cinéma et télévision
Dès l’enfance le jeune Germain aime se produire devant un auditoire, même familial. À l’adolescence il prend goût à la radio et participe à des crochets. En juin 1939 il anime sur Radio-Strasbourg sa première émission, L'Auberge de la chanson, à la Maison Rouge. À son retour en 1944 il reprend contact avec les services de la Radio et y présente d’abord les informations en langue française. Il rencontre là sa future épouse Dinah Faust, speakerine bilingue et comédienne, puis lance ses premières chansons mises en musique par Mario Hirlé, Heiliger Bim Bam, De Steckelburjer Swing, De Schweissdissi Boogie-woogie, dans une émission enregistrée à Truchtersheim le 14 juillet 1946, qui rencontre un grand succès populaire. 

Le 29 novembre 1977 Germain Muller est lui-même l'invité de Jacques Chancel dans l'émission Radioscopie diffusée sur France Inter.

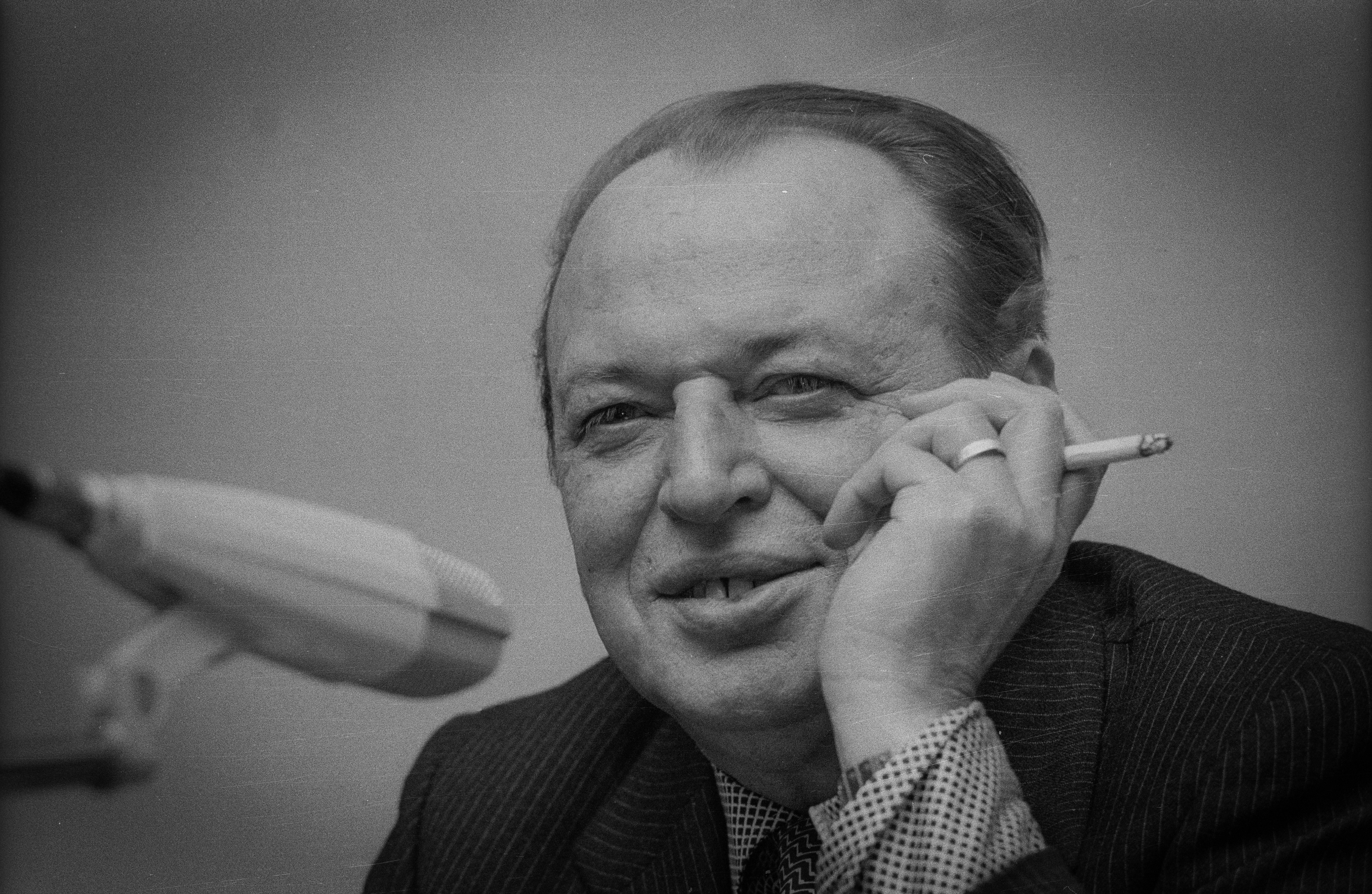
Germain Muller le 22 janvier 1980 à Strasbourg.

Germain Muller ne fait qu’une seule incursion dans le cinéma de fiction, lorsqu’en 1963 il incarne un officier allemand dans un film d’évasion d’Alex Joffé, Les Culottes rouges, dont les interprètes principaux sont Bourvil et Laurent Terzieff.
Il résiste d'abord à l’attrait du petit écran et lorsqu’en 1959 la Télévision bavaroise lui fait la proposition de diriger le service des variétés, il la décline. Au fil des années il fait cependant plusieurs apparitions dans des œuvres de fiction diffusées principalement sur les chaînes allemandes : il figure ainsi au générique du téléfilm musical Zwei Krawatten (1961) de Peter Hamel, interprète Aramis dans un autre téléfilm, Doddy und die Musketiere (1964) d'Arthur Maria Rabenalt, puis Schultz dans une série télévisée franco-allemande, L'auberge de la Licorne (1966), le professeur Arlini dans le téléfilm Orgel und Rakete (1967) de Ferry Olsen, le conteur dans un téléfilm familial Saids Schicksale (1969) de Peter Trabold. On le retrouve ensuite dans un téléfilm policier, Geheimagenten (1972) de Eberhard Fechner, dans Streit um die Scheidungswaise Gisela (1974), l’épisode 1 de la saison 1 de Wie würden sie entscheiden ? de Rainer Soehnlein, dans Kurze Reise (1977), l’épisode 3 de la saison 1 de MS Franziska. Il incarne un joailler dans Das Geburtstageschenk (1979), l'épisode 11 de la saison 1 de Parole Chicago de Reinhard Schwabenitzky (de). Dans la très populaire série policière Tatort — à laquelle participe aussi Dinah Faust — il est le commissaire Muller dans plusieurs épisodes : Tod eines Einbrechers (1975) de Rolf von Sydow ; Finderlohn (1977) de Peter Schulze-Rohr (de), 30 Liter Super (1979) de Hans-Jürgen Tögel (de), Toten reisen nicht umsonst (1980) de Rolf von Sydow (en). En 1981 il est l’un des interprètes du téléfilm policier français adapté d’un roman de Boileau-Narcejac, Histoire de voyous : opération primevère (1981).

Germain Muller anime et produit aussi des séries d’émissions régionales en dialecte, telles que Tiens… sie redde au elsaessisch, lancée le 27 octobre 1977 sur FR3 Alsace. Il y reçoit notamment l’entraîneur du Racing, Gilbert Gress (1977), les écrivains René Ehni et Alfred Kern (1978), Pierre Pflimlin (1979), le joueur de tennis Jean-Paul Loth (1981) ou Marcel Rudloff (1982). Dans Babbelwasser, il accueille Jean-Pierre Wurtz de l’Opéra du Rhin (1984). Dans Heissi Ise, il s'entretient avec Tomi Ungerer (1987).

### Acteur de la vie politique et culturelle
À la Libération, les adhésions affluent au Parti communiste français et Germain Muller — alors âgé de 22 ans — prend sa carte (no 27179) au PCF dont il reste membre jusqu’en avril 1947.
Désormais, après la rencontre avec sa future femme Dinah Faust et la création du Barabli en 1946, c'est sur la scène de son cabaret qu'il égratigne telle ou telle personnalité et dénonce petits et grands scandales, faisant le choix d'une « satire des mœurs » plutôt que d'un engagement militant.
Un tournant se dessine au milieu des années 1950 lorsque Germain Muller, qui a entrepris de relancer à Strasbourg une ancienne tradition du carnaval tel qu’il est pratiqué en Allemagne rhénane ou bavaroise, trouve là l'occasion de ridiculiser l’immobilisme de Strasbourg : le dimanche 19 février 1956, un mannequin de six mètres de haut, Crocus Morus, défile sur un char, de la place de la Bourse à la place Broglie, accompagné d’un chœur satirique, devant près de 50 000 personnes massées sur le parcours malgré un froid intense. Le citoyen Crocus Morus est brûlé devant l’hôtel de ville. L'année suivante, le dimanche 3 mars 1957, le cortège de son successeur Bim Bam Ier — la première cavalcade carnavalesque depuis 1914 —, connaît un immense succès et la popularité de Germain Muller grandit.
En 1959, alors que le général de Gaulle vient d’accéder officiellement à la présidence de la République, Germain Muller crée la surprise en présentant aux élections municipales de Strasbourg sa propre liste, envisagée au départ comme un canular. Il est cependant élu le 8 mars 1959, puis plusieurs fois réélu, en 1965, 1971 et 1977 sur la liste d’« Entente » conduite par Pierre Pflimlin. Il l’est à nouveau en 1983 et 1989 sur la liste de son successeur Marcel Rudloff. Il est aussi membre du Comité économique et social d’Alsace et vice-président du conseil régional d’Alsace.
Pendant 30 ans, de 1959 à 1989, il est en outre adjoint au maire, chargé du théâtre, de la musique et du tourisme, véritable « ministre de la Culture » durant toute cette période. Dès les années 1960 il soutient le théâtre lyrique en créant des abonnements « Opéra jeunesse » qui drainent une clientèle plus jeune et plus populaire. Il préside le Centre dramatique de l’Est (CDE), devenu Théâtre national de Strasbourg (TNS) en 1968, et porte avec l’État le projet du premier opéra régional en France, l’Opéra du Rhin, mis en place en 1972 dans le cadre d’un accord intercommunal entre Strasbourg, Colmar et Mulhouse. Il en devient le président.
Lui-même chansonnier, Germain Muller encourage les chanteurs alsaciens qui se font connaître dans les années 1970, tels que Roger Siffer, les Schelligemer ou La Manivelle. Après avoir vu Roger Siffer dans une émission de télévision régionale, il le programme à la Fête de la choucroute de Colmar, puis l’invite à rejoindre son cabaret.
En 1988 il organise les festivités liées à la commémoration du bimillénaire de Strasbourg et en fait le thème central de sa revue annuelle au Barabli, O Strossburi un ke End, dans laquelle il apparaît vêtu en empereur romain.

### Dernières années et postérité

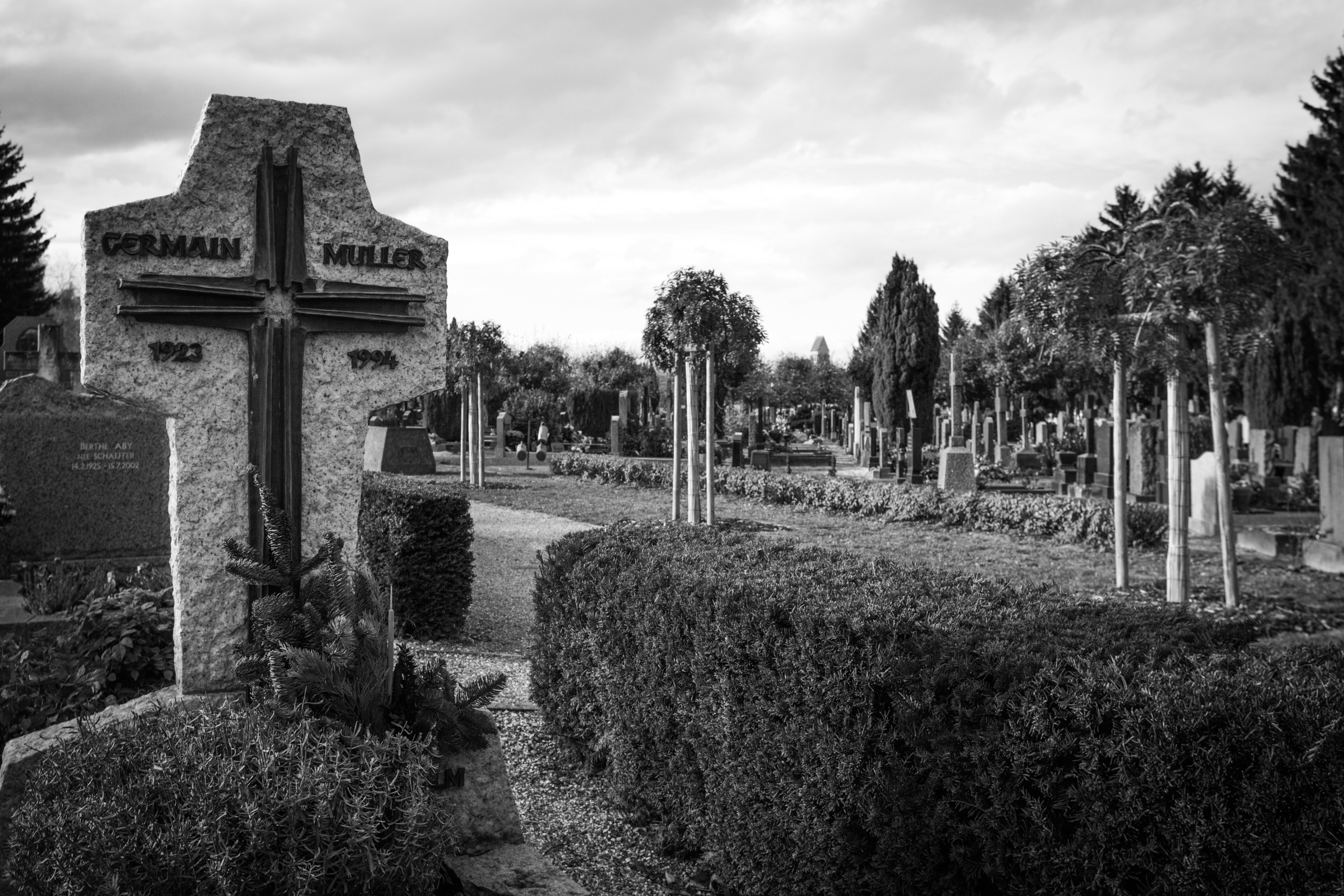
La sépulture de Germain Muller au cimetière ouest de Strasbourg-Cronenbourg, octobre 2013.

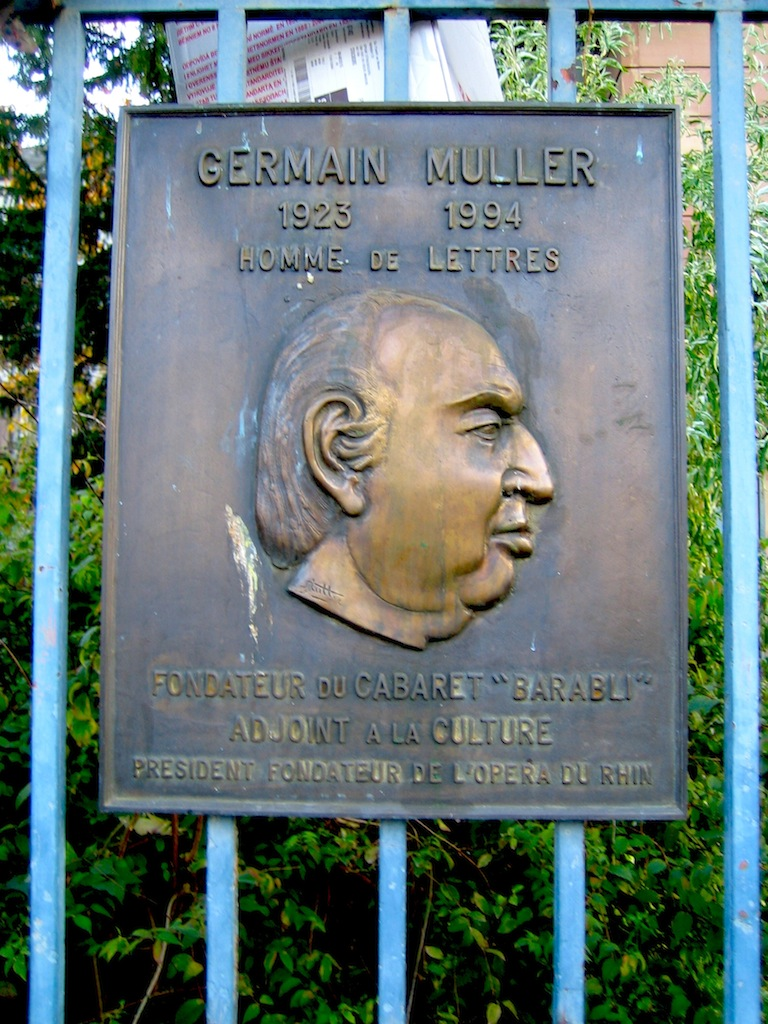
Plaque mémorielle placée devant l’Hôtel de Ville de Strasbourg.

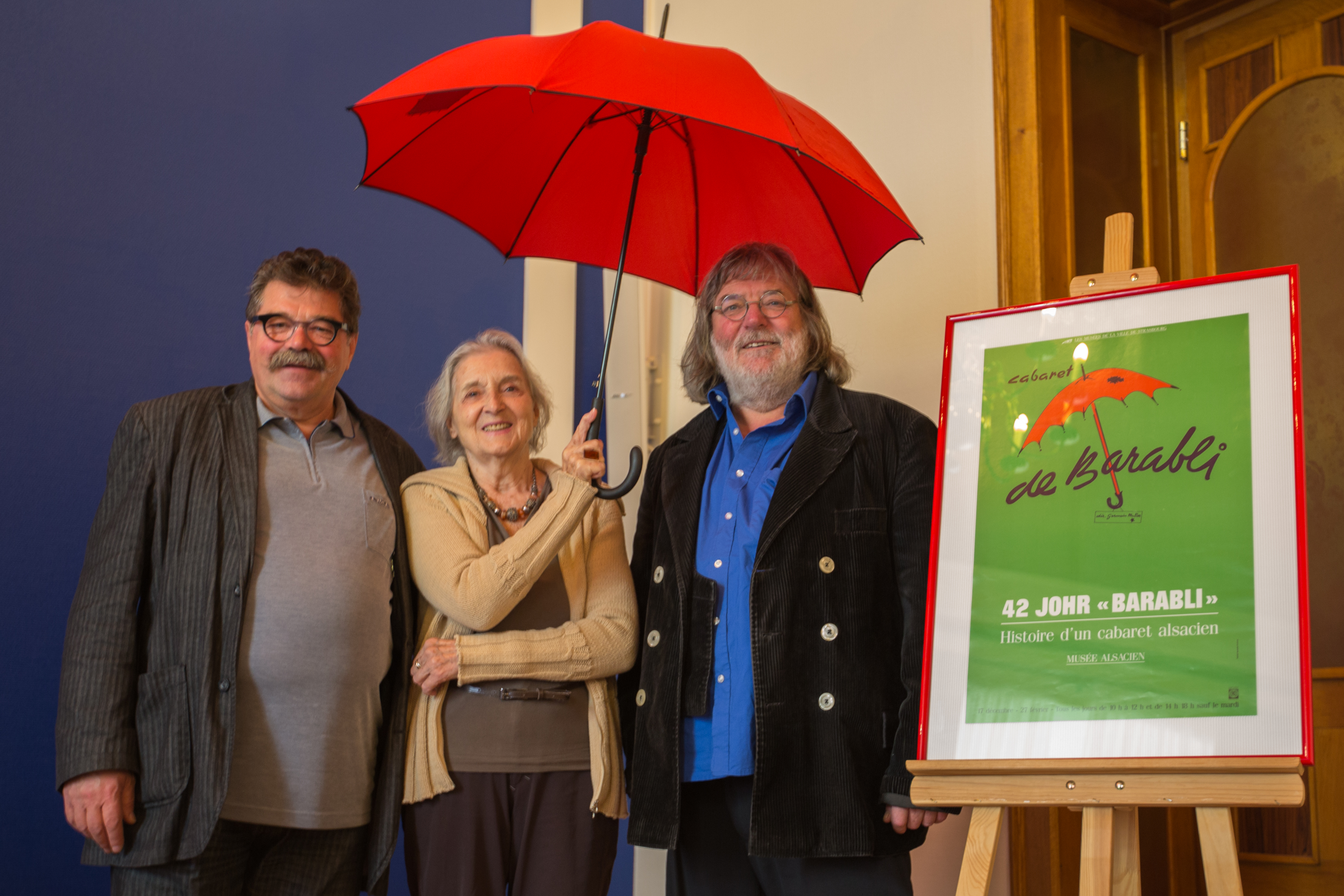
Lancement de l’« Année Germain Muller » avec les comédiens Jean-Pierre Schlagg, Dinah Faust et Roger Siffer en septembre 2013.

Ses dernières années sont assombries par des ennuis de santé et la défaite électorale de 1989, lorsque l’équipe de Marcel Rudloff doit céder la mairie de Strasbourg à la socialiste Catherine Trautmann. Après une première alerte en 1978, Germain Muller est victime de plusieurs attaques cérébrales en 1980, 1986 et 1988. Il meurt le 10 octobre 1994 et ses obsèques sont célébrées à la cathédrale de Strasbourg le 19 octobre 1994.
Germain Muller repose, près de sa mère Augustine, au cimetière ouest de Strasbourg (Cronenbourg), dans la section 14. Sa tombe est située en début de rangée (32), en bordure d'une allée plantée de sophoras pleureurs en forme de parapluie qui évoquent symboliquement son cabaret.
Les Alsaciens ont ressenti sa disparition comme la perte d’un ami proche qui leur avait montré la voie permettant d’assumer, par le rire et la raillerie, les contradictions et les richesses de la double culture.

#### La reconnaissance académique
En 1973 une étudiante de l’université de Strasbourg ouvre la voie avec un mémoire de maîtrise consacré à l’œuvre de Germain Muller, mais c’est Eve Cerf (1933-1998), chargée de recherches en sociologie au CNRS, travaillant depuis les années 1970 sur les productions littéraires en alsacien auxquelles elle consacre sa thèse de doctorat, Structure et fonction de textes alsaciens mis en scène de 1816 à 1986, qui donne réellement ses lettres de noblesse à Germain Muller et au Barabli à travers une série de publications scientifiques. Elle rappelle que le cabaret, associant la satire à la chanson et à la danse, renoue ainsi avec une tradition restée active dans les pays rhénans et, dans son analyse de Enfin… redde m’r nimm devun, elle montre que pour les Alsaciens qui ont oblitéré, par choix et par nécessité, des pans entiers de leur passé, cette pièce prend la place de la mémoire interdite et leur restitue une continuité de l’Histoire fondée sur la représentation des épreuves de la guerre et l’effacement de l’irrémédiable. Selon elle, l’efficacité du scénario tient à son appartenance à une « structure stable de l’imaginaire alsacien ».

#### Distinctions et hommages

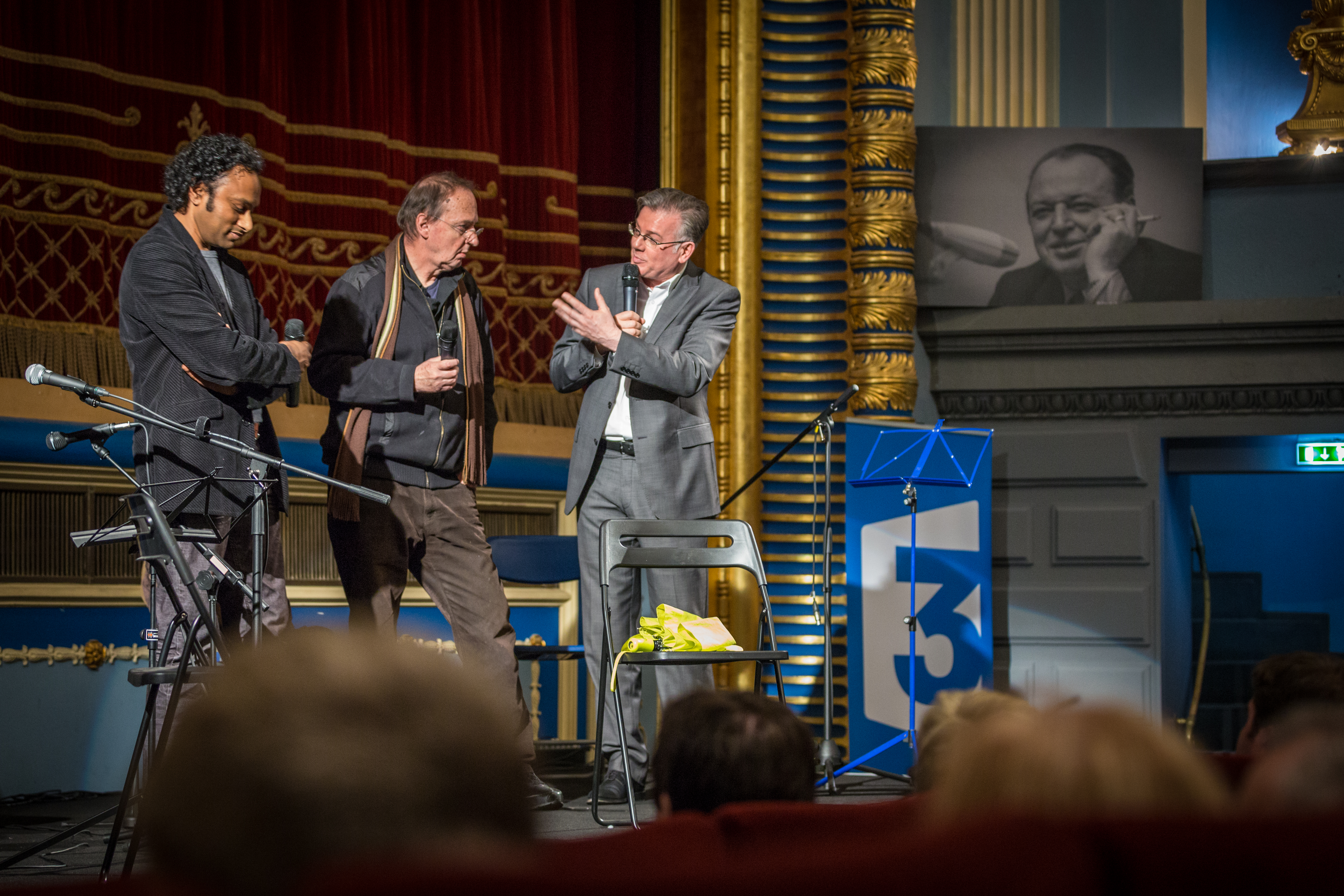
Le documentariste Félix Benoist, Patrice Muller, fils de Germain et Christian Hahn, ancien acteur du Barabli lors de la projection du film Les Alsaciens et le Barabli au cinéma Odyssée le 22 février 2014.

Germain Muller a été maintes fois récompensé, en France et à l’étranger. En 1972 il reçoit le prix de la Fondation Goethe à Bâle, ainsi que le prix de la Société des auteurs, compositeurs et éditeurs de musique (SACEM). Il est chevalier dans l’ordre national de la Légion d'honneur (1975), commandeur dans l’ordre des Arts et des Lettres et dans l’ordre national du Mérite (1988), officier dans l’ordre de l'Empire britannique, chevalier de l’ordre de Dannebrog (1968).
À Strasbourg, une plaque mémorielle est apposée devant l’hôtel de ville et un pont, reliant le boulevard Pierre Pflimlin à la route de La Wantzenau, porte son nom dans le quartier des institutions européennes de la ville. À Wolfisheim, l’école primaire de la ville porte son nom, de même qu’une rue d’Eschau.
En 1999 son fils Patrice Muller, en collaboration avec Félix Benoist, tourne un film documentaire, Les Alsaciens et le Barabli, qui met en évidence les liens profonds et durables que Germain Muller a su tisser avec la population alsacienne.
En 2013-2014, la ville de Strasbourg lui rend hommage à l’occasion du 90e anniversaire de sa naissance, et organise une « Année Germain Muller ». En septembre 2013 la commune de Stutzheim-Offenheim où, le 14 juillet 1947, Germain Muller chanta pour la première fois son célèbre Steckelburjer Swing, inaugure une statue du sculpteur Thierry Delorme, L’Alsacienne au barabli.
En octobre 2013, « La Choucrouterie » de Roger Siffer lui dédie son spectacle La chère main de Germain. Un p'tit coin de Barabli, une fantaisie musicale en français et en alsacien.
Du mois de janvier au mois de juillet 2015, la ville de Strasbourg organise une exposition en trois volets consacrée à Germain Muller, au Barabli et à son œuvre en général. Cette rétrospective, qui s'inscrit dans la continuité de l'hommage rendu les années précédentes, se déroule simultanément dans les musées Alsacien, Historique et Tomi Ungerer.

## Œuvres

### Pièce de théâtre
- 1949 : Enfin, redde m'r nimm devun[60]

### Revues du Barabli
De 1946 à 1992, quarante-quatre revues mêlant danses, chansons, saynètes et satire politique attirent un public nombreux et fidèle.
1. 1946 : Steckelburi schwingt
2. 1947 :  Un wenn's Katze räit
3. 1947 : Daawi Miller, beesi Zunge
4. 1948 : D'Litt han ke Geld !
5. 1949/1950 : Sürkrütt un Spaak
6. 1950 : Pygmalion
7. 1950/1951 : Do kummsch nemmi mit
8. 1951/1952 : Paradochse
9. 1952/1953 : Emol ebs anders
10. 1953 : Die g'hert verbodde
11. 1953/1954 : Rosigi Zitte
12. 1954 : Wie gedruckt !
13. 1954/1955 : Dreck am Hewele
14. 1955/1956 : Neji Bäse...
15. 1956 : Guet ze Fuess
16. 1956/1957 : Zehn Johr g'stupft
17. 1957/1958 : Hewe se

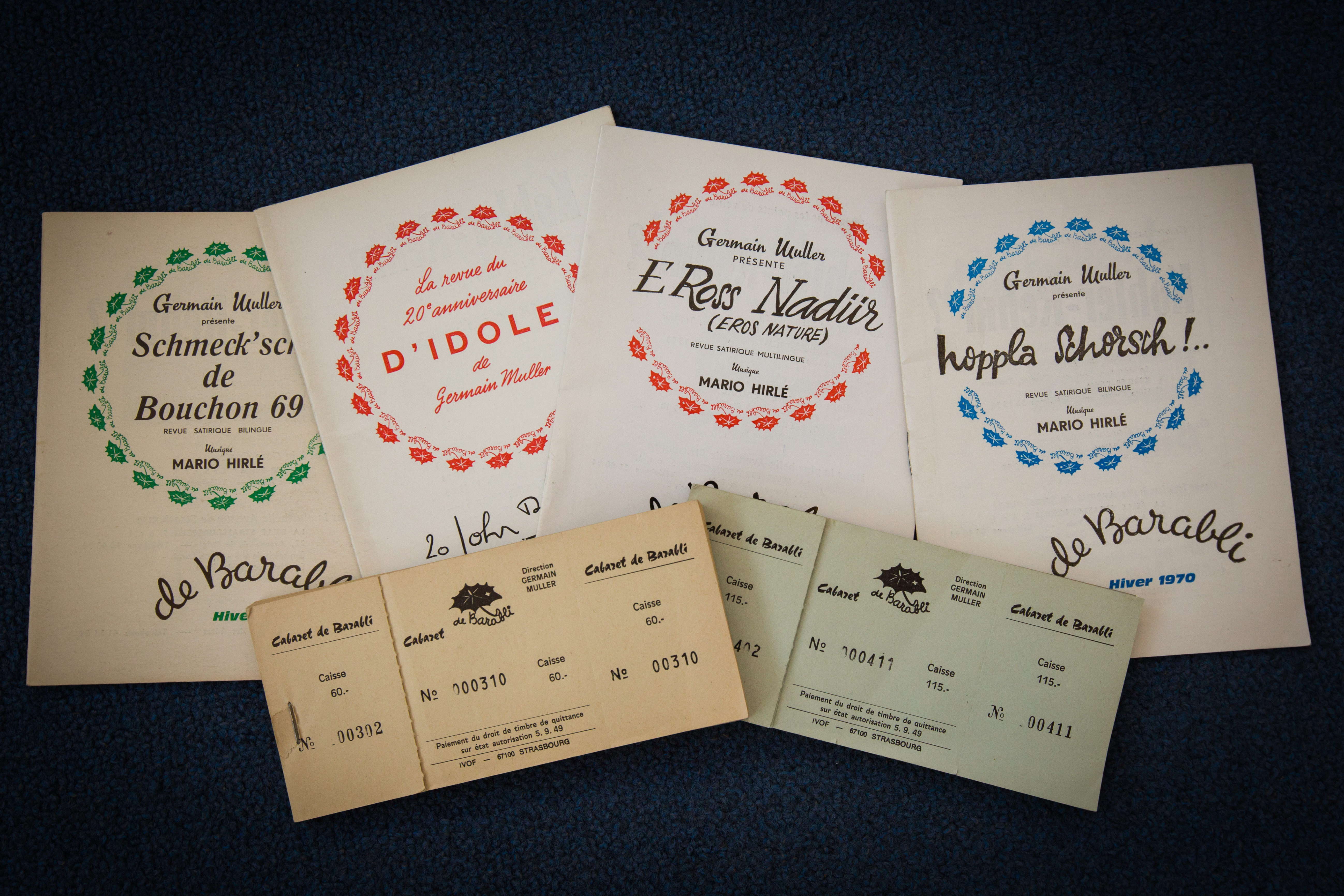
Billets et programmes du « Barabli ».
Coll. « Musée alsacien de Strasbourg ».

18. 1958/1959 : Mach de Gaul net schej
19. 1959/1960 : Blän von Strossburi
20. 1960/1961 : Lumumba-Spring
21. 1961/1962 : E Lüs im Krüt
22. 1963/1964 : D'Hausse nab
23. 1964/1965 : S'Narreschiff 65
24. 1965/1966 : Herner am Hirn
25. 1966/1967 : D'Idole
26. 1967/1968 : Bees ze flicke
27. 1968/1969 : Schmeck'sch de Bouchon ?
28. 1969/1970 : Hoppla Schorsch !
29. 1970/1971 : E Ross Nadür
30. 1971/1972 : Frechi Knirps
31. 1972/1973 : Heb'di, heb'di !
32. 1973/1974 :  Mess m'r de Graddel
33. 1975 : Widder emol 30 Johr franzeesch
34. 1975/1976 : As d'Schwarte krache
35. 1976/1977 : Sch'Barre Gagges
36. 1977/1978 : À gauche : Gosch, à droite... Ouate
37. 1978/1979 : Un... geht's d'r nit guet ?
38. 1981 : D'Ayedolle
39. 1982 : Franzle Mit'rand
40. 1984 : Halb'Zitt
41. 1985 : Mer, s'Kanakefollik...
42. 1986 : S'isch nonit alles fütti
43. 1988 : O Strossburi un ke End
44. 1992 : Amer de Seidel

### Autres publications
- 1949 : « Quel beau jardin », Les Saisons d'Alsace, première série, no 2.
- 1956 : « Opération Barabli », série de sept articles publiés dans les Dernières Nouvelles d'Alsace, les 1er, 8, 15, 22 et 29 juillet, et les 8 et 15 août.
- 1957 : Sommersprosse (en collaboration avec Charles Falck), Radio Strasbourg.
- 1966 : D'Pariser Reis (d'après Gustave Stoskopf), Radio Strasbourg.
- 1967 : Petite anthologie de la poésie alsacienne, vol. 4, E Bachet starne. Choix de poésies nouvelles, textes de Jean-Paul Gunsett, Nathan Katz, Germain Muller, Émile Storck, Claude Vigée et André Weckmann, dessins de Camille Claus, Association Jean-Baptiste Weckerlin, Strasbourg.
- 1970 : Petite anthologie de la poésie alsacienne, vol. 5, Gescht und hit. Contes et récits d'Alsace, textes de Nathan Katz, Germain Muller, Gustave Stoskopf, Claude Vigée, André Weckmann, Georges Zink, préface de Guillevic, dessins d'Eugène Noack, Association Jean-Baptiste Weckerlin, Strasbourg.
- 1973 : Préface du tome II de Zunderschtzewerscht... d'Auguste Wackenheim, Association Culture alsacienne, Strasbourg.
- 1973 : Avant-propos de la réédition de Psychanalyse de l'Alsace de Frédéric Hoffet, Alsatia, Colmar.
- 1973/1974 : « 67 ½ », chronique parue dans les Dernières Nouvelles d'Alsace.
- 1977 : « Le fou de l'Alsace », dans Amour de l'Alsace de Marcel Haedrich, Paris.
- 1978 : Strassburg : Stadt der Begegnungen, Braun, Karlsruhe (édition allemande).
- 1979 : Strasbourg : ville de rencontres, Istra, Strasbourg (édition française).
- 1980 : Préface de La paille et le feu : traditions vivantes d'Alsace de Michèle Bardout, Berger-Levrault, Paris.
- 1983 : Préface du Guide Meteor des winstub et tavernes pittoresques d'Alsace et des restaurants alsaciens, de Paris et d'ailleurs, d'Arnal Delforge, Brasserie Meteor, Hochfelden.
- 1984 : De Lackmaier, Strasbourg.
- 1988 : Scénario de Germain Muller raconte Strasbourg, 2000 ans d’histoire, bande dessinée, Do Bentzinger, Colmar.
- 1988 : Préface de Histoire et recettes de l'Alsace gourmande, de Jean-Pierre Drischel, Jean-Pierre Poulain et Jean-Michel Truchelut, Privat, Toulouse.
- 1988 : Strasbourg, capitale européenne (en collaboration avec Christophe Meyer, préface de Marcel Rudloff), Do Bentzinger, Colmar.
- 1989 : Strasbourg a 2000 ans : l'album du bimillénaire (en collaboration avec Thierry Gachon, Christophe Meyer et Gérard Lacoumette), Do Bentzinger, Colmar.
- 1999 : Le Fou de l'Alsace. Une nouvelle inédite en français (avant-propos de Dinah Faust), Do Bentzinger, Colmar.
- 1999 : Poèmes et chansons, vol. 2, Coups de gueule (préface de Dinah Faust), Do Bentzinger, Colmar.
- 1999/2000 : D’r Contades Mensch, du délicieux inconfort d’être Alsacien, pièce de théâtre de Bernard Freyd et Serge Marzolff, à partir de textes de Germain Muller, avec Jean-Philippe Meyer et Helène Schwaller.
- 2014 : Qui étiez-vous, monsieur Germain Muller ?,Ronald Hirlé, Éditions du Signe, Strasbourg, 300 p.  (ISBN 978-2746832022)

### Documents sonores et musicaux
- 20 Johr Barabli, 1946-1966, Studio J.D., Schiltigheim, 1966, 3 disques 33 t. + 1 livret.
- Un noch emol ... 5 Johr Barabli, 1967-1971, 3 disques 33 t.
- Radioscopie de Jacques Chancel avec Germain Muller, Radio France, 1977 (cassette).
- Barabli Liedle. Une sélection des meilleures chansons du Barabli de 1946 à 1986, Acte V, Strasbourg, 1998 (CD + livret).
- Barabli Hit, 29 succès du Barabli repris par 15 artistes en hommage à Germain Muller et Mario Hirlé. Association Musical Comédie, Strasbourg, 2004.
- Jean Lebrun, « Germain Muller et le cabaret le Barabli »,La marche de l’Histoire,  France Inter, 30 janvier 2015.

### Iconographie
- De Barabli présente 'Amer de Seidel', un spectacle de Germain Muller, dessin d'après A. Wenger, 1992, affiche.
- Germain Muller, dessin de André Wenger, Anstett, Strasbourg, 2003, carte postale.
- Germain Muller : Buste, 3/4 à g., photo de Michel Klein, Anstett, Strasbourg, 2003, carte postale.
- Germain Muller et Mario Hirlé, photo de François Nussbaumer, Anstett, Strasbourg, 2003, carte postale.

### Vidéo
- S'Beschte vum Barabli, coffret contenant deux vidéocassettes produites par FR3 Alsace et l'INA, ainsi qu'un dossier de presse 1946-1986.
- Vidéos en ligne sur le site de l'INA (Institut national de l'audiovisuel).

### Expositions
- Germain Muller : Enfin... Redde m'r devun! Enfin... Parlons-en !, janvier-juin 2015, Strasbourg : Musée alsacien, Musée historique de la ville de Strasbourg & Musée Tomi Ungerer